# J.A.C.K.
J.A.C.K. é o terceiro álbum de estúdio da banda americana de pop punk Forever the Sickest Kids. É seu primeiro lançamento pela Fearless Records desde que sua antiga gravadora, Universal Motown, foi fechada. É também o primeiro lançamento que não conta com o tecladista Kent Garrison e o guitarrista principal Marc Stewart. O álbum foi produzido por Mike Green e foi lançado em 25 de junho de 2013.
Com a saída de seus antigos membros e a troca de gravadora, o álbum reflete como os membros restantes da banda se uniram e fizeram mudanças positivas quando enfrentaram desafios negativos em suas carreiras e vidas. Diferentemente do álbum anterior, que contou com diversos produtores e coautores de fora da banda, a maioria das músicas de J.A.C.K. foi escrita exclusivamente pelos membros da banda. Mike Green foi o principal produtor do álbum, marcando a primeira vez que a banda trabalhou com apenas um produtor para qualquer um de seus lançamentos.
Em termos de letras, o álbum aborda relacionamentos, crescimento, autoexame, a importância e os valores da amizade, estereótipos estadunidenses e permanecer fiel a si mesmo. Como todas as músicas, as letras são baseadas na vida e nas experiências pessoais dos membros da banda.

## Lista de faixas
Todas as músicas produzidas por Mike Green. Todos os vocais são de Jonathan Cook, Austin Bello e Caleb Turman, exceto onde indicado.
| N.º            | Título                          | Compositor(es)                                               | Duração |  |
| 1.             | "Chin Up Kid"                   | Cook, Bello, Turman, Kyle Burns, Rico Garcia                 | 3:34    |  |
| 2.             | "Keep Calm and Don't Let Me Go" | Cook, Bello, Turman, Burns, Garcia                           | 3:33    |  |
| 3.             | "Nice to Meet You"              | Cook, Bello, Turman, Burns, Garcia, Marc Stewart             | 3:32    |  |
| 4.             | "Nikki"                         | Cook, Bello, Turman, Burns, Green, Patrick Stump, Neal Avron | 3:43    |  |
| 5.             | "Ritalin (Born in America)"     | Cook, Bello, Turman, Burns                                   | 4:50    |  |
| 6.             | "Kick It!"                      | Cook, Bello, Turman, Burns, Green                            | 3:36    |  |
| 7.             | "Playing With Fire"             | Cook, Bello, Turman, Burns, Green                            | 3:43    |  |
| 8.             | "Count On Me (For Nothing)"     | Cook, Bello, Turman, Burns, Green                            | 4:02    |  |
| 9.             | "La La Lainey"                  | Cook, Bello, Turman, Burns, Michael McGarity                 | 2:52    |  |
| 10.            | "My Friends Save Me"            | Cook, Bello, Turman, Burns, Green                            | 3:45    |  |
| 11.            | "Cross My Heart"                | Cook, Bello, Turman, Burns, Green                            | 3:12    |  |
| Duração total: | Duração total:                  | Duração total:                                               | 40:22   |  |

Faixas bônus
| Faixa bônus Amazon |                 |                            |         |  |
| N.º                | Título          | Compositor(es)             | Duração |  |
| 12.                | "Over the Moon" | Cook, Bello, Turman, Burns | 2:55    |  |
| Duração total:     | Duração total:  | Duração total:             | 43:17   |  |

| Faixa bônus iTunes |                |                            |         |  |
| N.º                | Título         | Compositor(es)             | Duração |  |
| 12.                | "Rebel"        | Cook, Bello, Turman, Burns | 3:09    |  |
| Duração total:     | Duração total: | Duração total:             | 43:31   |  |

## Créditos
| Forever the Sickest Kids - Jonathan Cook – vocais, teclados, sintetizadores, piano - Austin Bello – baixo guitarra, vocais - Caleb Turman – guitarra, vocais - Kyle Burns – bateria, percussão Músicas adicionais - Lori Bizor – vocal em "Count On Me (For Nothing)" - Leonnus Franklin – vocal em "Count On Me (For Nothing)" | Produção e capa - Mike Green – produção, mixagem - Brad Blackwood – engenheiro de masterização na Euphonic Masters - Chris Foitle – A&R - Jenny Reader – empresário - Tommy Kwan – empresário - Robi Minies – empresário - Mike Marquis – agente no Paradigm Talent Agency - Micha Breedlove – engenheiro adicional em "Count On Me (For Nothing)" na Wavelight Studios - Capa e embalagem por Kyle Burns |